# Bob Morrison
Bob Morrison (Greenock, 30 agosto 1869 – Belfast, 12 luglio 1891) è stato un calciatore nordirlandese, di ruolo difensore.

## Palmarès

### Club

#### Competizioni nazionali
- Campionato nordirlandese: 1

Linfield: 1891-1892
- Irish Cup: 1

Linfield: 1891-1892